# Военного Ордена 13-й драгунский полк

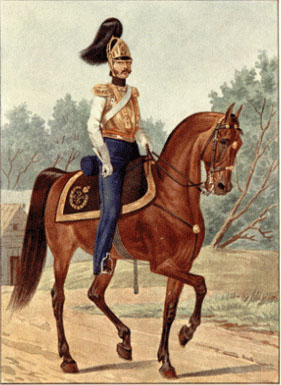
Штаб-офицер кирасирского Военного ордена полка, 1845

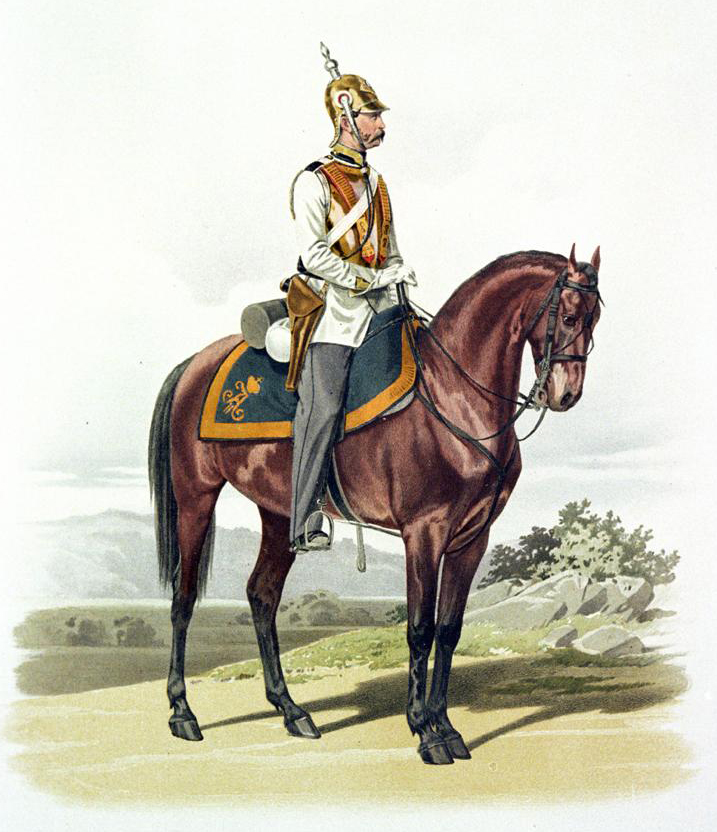
Пиратский К.К. Унтер-Офицер Кирасирского Военного Ордена полка. 1859 г.

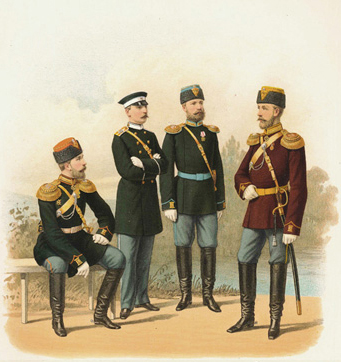
Армейские Драгунские полки: Штаб-Офицеры полков а) 37-го Военного Ордена и б) 36-го Ахтырского, Обер-Офицеры а) 32-го Чугуевского и б) 6-го Павлоградского Его Величества. 1882 г.

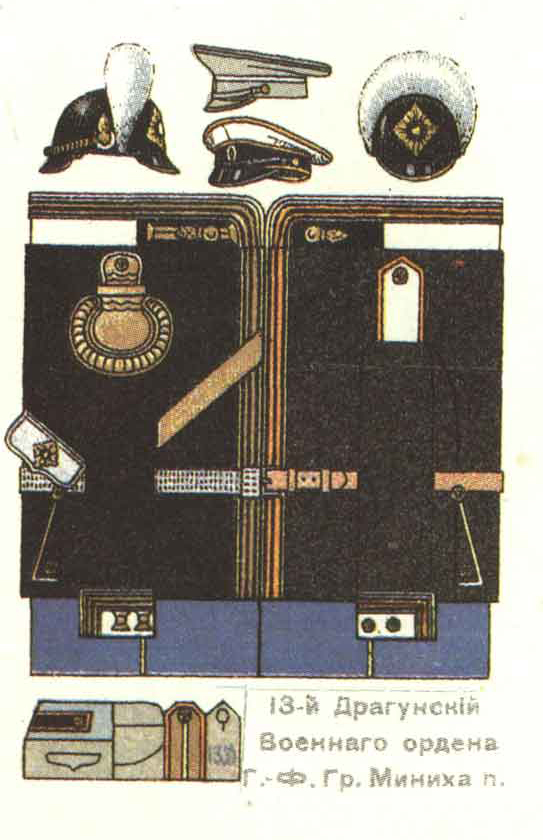
форма Военного Ордена 13-й драгунского полкa

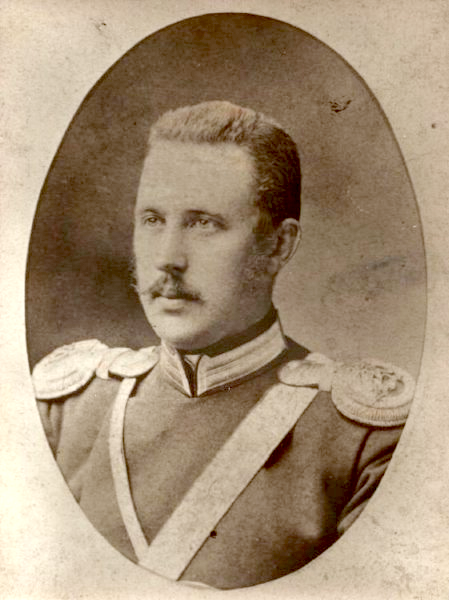
полковник Сигизмунд Мечиславович Лемпицкий, последний kомандир 1915-1917

13-й драгунский Военного Ордена генерал-фельдмаршала графа Миниха полк — армейская кавалерийская воинская часть (драгунский полк) ВС России. 
С 1774 года Высочайше повелено полку драгун иметь штаб- и обер-офицеров исключительно из кавалеров ордена Святого Георгия. С 1875 года формирование входило в состав 13-й кавалерийской дивизии. С момента своего сформирования в Вооружённых силах Русского царства и службы в ВС Российской империи полк имел различные действительные наименования, представленные ниже.

## Дислокация
- 1820 год — город Тим Курской губернии[3]. Полк входил в состав 3-й кирасирской дивизии.
- 1869—1872 годы — Россиены Ковенской губернии.
- Гарволин Седлецкая губерния

## История
При русском царе Петре Алексеевиче, позже императоре прозванном «Великим», в коннице появляются отборные нижние чины — конно-гренадеры. В 1704 году, по представлению фельдмаршала Огильви, во всех драгунских полевых полках были введены гренадерские роты, по одной на полевой полк.
27 января 1709 года, под Полтавой, в числе трёх конно-гренадерских полков, был сформирован из 10-ти гренадерских рот от Киевского, Новгородского, Псковского, Пермского, Астраханского, Вологодского, Устюжского, Луцкого, Нарвского, Каргопольского драгунских полков как драгунский гренадерский полк полковника фон дер Роппа, в другом источнике указано под именем «от кавалерии гренадерского фон-дер-Роппа полка».
Гренадерский полковника Роппа полк участвовал в Полтавской битве, а после неё был направлен для усиления отряда русского генерал-фельдмаршала Гольца, находившегося в пределах Польши. В октябре 1709 года конно-гренадеры Роппа участвовали в сражении с воеводою Киевским Потоцким при местечке Одоляны, под фон дер Роппом одна лошадь была убита, а две ранены. Затем фон дер Ропп с полком участвовал в Турецкой войне, был в деле при Рашкове, а затем при реке Пруте, в котором потерял немало людей. Полк участвовал в Померанской войне, по окончании которой из его состава, в 1716 году, были выбраны 12 великанов, отправленных в подарок Прусскому королю, оставшемуся очень довольным таким подарком. 
10 мая 1725 года Высочайшим распоряжением гренадерские роты возвращены в свои полки, кроме 7-й роты Устюжского драгунского полка. Полк приведен в состав одной гренадерской и 9-ти драгунских рот и наименован Драгунским полковника фон дер Роппа полком.
- 16.02.1727 г. — 1-й Севский полк.
- 13.11.1727 г. — Выборгский драгунский полк.
- 28.10.1731 г. — приведен в состав 10-ти драгунских рот, а гренадеры распределены по 10-ти человек на роту.
- 18.11.1731 г.[7] — Минихов кирасирский полк[8]. Для кирасирских полков выписывали из Германии больших, тяжёлых лошадей[9].

...в 1731 г. б. переименован в кирасирский Минихов полк, долженствовавший стать, как первый в России кирасирский полк, образцом для формирования других подобных полков. — «Военная энциклопедия» (Сытин, 1911—1915) VI:465
- 31.12.1742 г. — Бывший Минихов кирасирский полк (Висковатов, т. 3)
- 30.03.1756 г. — переформирован в пятиэскадронный по две роты в каждом и назван 3-м кирасирским полком
- 25.04.1762 г. — кирасирский генерал-майора Карла фон Гаугревена полк
- 5.07.1762 г. — 3-й кирасирский полк
- 3.12.1774 г. — кирасирский Военного ордена св. великомученика и Победоносца Георгия полк

В 1774 г., в воздаяние блест. службы и боев. заслуг полка, он б. наименован, в честь учрежденного имп. Екатериною орд. св. Георгия, кирасирским В. ордена п., при чём в нём повелено иметь штаб и обер-офицеров исключительно из кавалеров этого ордена. Это была исключительная награда; с переименованием полка б. введен прибор по цвету орд. ленты, т. е. оранжевый и черный.— «Военная энциклопедия» (Сытин, 1911—1915) VI:465
- 08.04.1790 г. — 8.02. 1792 г. входил в состав Лейб-Кирасирского полка
- 1798 г. — кирасирский Тормасова, Сакена 4-го, Гампера
- 1798-1800 гг. — кирасирский князя Голицына 5-го полк
- 1800 г. — кирасирский Гудовича полк
- 31.03.1801 г. — Орденский кирасирский полк
- 6.05.1844 г. — Кирасирский Военного Ордена полк
- 14.06.1860 г. — сведён в один полк с Финляндским драгунским полком (1806) и назван Драгунским Военного ордена полком
- 25.03.1864 г. — 3-й драгунский Военного ордена полк
- 13.10.1864 г. — 3-й драгунский Военного ордена Е. И. В. В. К. Михаила Николаевича полк
- 18.08.1882 г. — 37-й драгунский Военного Ордена полк
- 25.03.1891 г. — 37-й драгунский Военного Ордена генерал-фельдмаршала графа Миниха полк
- 06.12.1907 г. — 13-й драгунский Военного Ордена генерал-фельдмаршала графа Миниха полк.

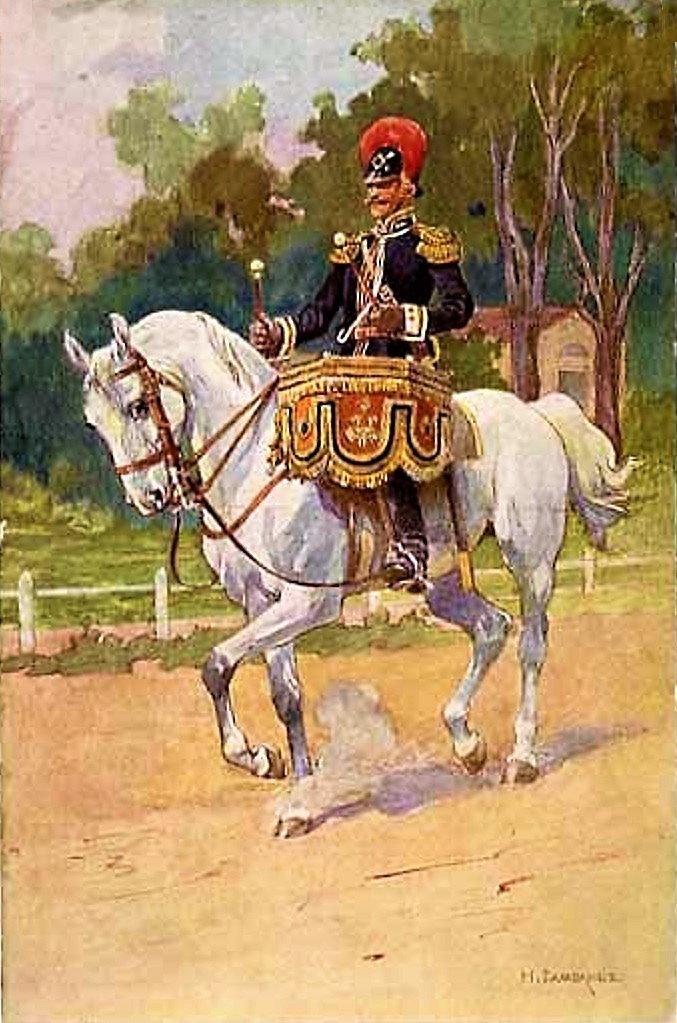
Литаврщик 13-го драгунского Военного Ордена полка, художник Николай Самокиш.

## Боевые отличия
- Георгиевский штандарт с надписью: «За отличие в турецкую войну 1877—1878 гг.»[10];
- Серебряные литавры за отличие в 7-летнюю войну[10];
- Георгиевские трубы с надписью: «Орденскому полку за отличие при поражении и изгнании неприятеля из пределов России 1812 г.»[10].

## Шефы
Шефы или почётные командиры:
- 18.11.1731 — 31.12.1742 — генерал-фельдмаршал граф Миних, Бурхард Кристоф
- 25.04.1762 — 05.07.1762 — генерал-майор (с 23.05.1762 генерал-поручик) фон Гаугревен, Карл
- 06.03.1775 — 08.01.1797 — генерал-фельдмаршал граф Румянцев-Задунайский, был зачислен полковником в списки полка, и состоял таковым по день своей кончины[11].
- 03.12.1796 — 11.07.1799 — генерал-майор (с 06.02.1798 генерал-лейтенант) Тормасов, Александр Петрович
- 11.07.1799 — 22.02.1800 — генерал-майор Сакен, Александр Христофорович
- 22.02.1800 — 21.06.1800 — генерал-майор Гампер, Ермолай Ермолаевич
- 21.06.1800 — 08.04.1809 — генерал-майор (с 21.08.1800 генерал-лейтенант) князь Голицын, Дмитрий Владимирович
- 08.04.1809 — 01.09.1814 — полковник (с 16.12.1812 генерал-майор) граф Гудович, Андрей Иванович
- 28.04.1844 — 25.02.1847 — генерал-адъютант, генерал от кавалерии князь Васильчиков, Илларион Васильевич
- 26.02.1847 — 25.04.1864 — генерал-адъютант, генерал от кавалерии граф фон дер Пален, Пётр Петрович[12]
- 13.10.1864 — 30.12.1909 — великий князь Михаил Николаевич
- 26.11.1869 — 08.01.1874 — генерал-фельдмаршал граф Берг, Фёдор Фёдорович[13]
- 20.02.1871 — 27.02.1888 — император Германский, король Прусский Вильгельм I[13]
- 25.03.1891 — 1918 — генерал-фельдмаршал граф Миних — вечный шеф[13]

## Командиры
- 01.09.1709 — 15.03.1719 — полковник (бригадир с 1716) фон дер Ропп, Христофор Христофорович
- 24.10.1719 — 21.02.1727 — полковник Эрнест Себастьянович Манштейн
- 21.02.1727 — 24.05.1732 — полковник Кропотов, Андрей Семёнович
- 15.12.1731 — 25.10.1740 — полковник Иван фон дер Ропп
- 25.10.1740 — 15.07.1744 — подполковник Толстой, Яков Иванович
- 15.07.1744 — 25.12.1755 — полковник Бестужев-Рюмин, Пётр Дмитриевич
- 25.12.1755 — 16.06.1758 — полковник фон Гаугревен, Карл
- 16.06.1758 — 29.04.1762 — полковник фон Шваненберг, Карл
- 29.04.1762 — 22.09.1768 — полковник князь Трубецкой, Сергей Никитич
- 22.09.1768 — 17.03.1774 — полковник фон Гредорф, Иван Карлович
- 17.03.1774 — 24.02.1775 — полковник Брукендаль, Франц Егорович
- 22.07.1774 — 07.07.1778 — вице-полковник[14] — бригадир Михельсон, Иван Иванович
- 01.01.1779 — 23.11.1780 — вице-полковник — бригадир Ланг, Моисей Петрович
- 24.11.1780 — хх.хх.1782 — вице-полковник — бригадир Бибиков, Гавриил Ильич[15]
- 20.08.1782 — хх.хх.1790 — вице-полковник — подполковник (с 21.04.1787 полковник) Бибиков, Александр Петрович
- хх.хх.1792 — хх.хх.1796 — вице-полковник — полковник (с 01.01.1795 бригадир) Миклашевский, Михаил Павлович
- 21.10.1796 — 17.09.1797 — полковник герцог де Ришельё, Эммануил Иосифович
- 17.09.1797 — 10.01.1798 — полковник Воеводский, Аркадий Гаврилович
- 25.02.1798 — 23.01.1799 — полковник Свечин, Алексей Сергеевич
- 06.02.1799 — 09.01.1803 — подполковник (с 07.07.1799 полковник) Миклашевский, Пётр Михайлович
- 12.01.1803 — 12.04.1809 — полковник Линденбаум, Карл Иванович
- 11.11.1809 — 24.06.1810 — полковник фон Раден, Фёдор Фёдорович
- 04.05.1811 — 12.01.1819 — подполковник (с 17.07.1813 полковник) Штакельберг, Егор Фёдорович
- 12.01.1819 — 06.12.1826 — полковник Григоровский, Тарас Михайлович
- 03.04.1827 — 26.02.1834 — полковник Лингрен, Евстафий Максимович
- 11.05.1834 — 06.02.1847 — подполковник (с 13.11.1835 полковник, с 25.06.1845 генерал-майор) Энгельгардт, Александр Богданович
- 06.02.1847[16]— 21.04.1848 — полковник Кнорринг, Александр Фёдорович
- 21.04.1848 — 25.03.1854 — полковник (с 30.03.1852 генерал-майор) барон Бюлер, Карл Фёдорович
- 25.03.1854 — 27.12.1855 — флигель-адъютант полковник князь Голицын, Владимир Дмитриевич
- 27.12.1855 — 23.02.1857 — флигель-адъютант полковник граф Крейц, Генрих Киприанович[17]
- 08.12.1857 — 27.05.1860 — полковник Эммануэль, Георгий Георгиевич
- 27.05.1860 — 23.07.1861[18] — полковник Щепотьев, Пётр Александрович[13]
- 23.07.1861 — 11.02.1868 — полковник фон Раден, Леонель Фёдорович
- 11.02.1868 — 16.04.1872 — полковник (с 26.11.1869 флигель-адъютант) барон Шиллинг, Фабиан Густавович
- 23.04.1872 — 23.02.1878 — полковник Лермонтов, Александр Михайлович
- хх.хх.1878 — хх.хх.1878 — флигель-адъютант полковник барон Штакельберг, Карл Карлович
- 25.08.1878 — 11.01.1881 — полковник Шипов, Николай Николаевич
- 21.01.1881 — 20.08.1886 — полковник Дубовский, Василий Филиппович
- 03.11.1886 — 16.04.1891 — полковник Готовский, Феофил Николаевич
- 19.04.1891 — 01.11.1900 — полковник Верба, Фёдор Семёнович
- 16.01.1901 — 30.12.1904 — полковник Зандер, Константин Яковлевич
- 21.01.1905 — 18.04.1906 — полковник Новицкий, Николай Николаевич
- 18.04.1906 — 12.04.1908 — полковник Ванновский, Глеб Максимилианович
- 17.06.1908 — 23.03.1914 — полковник Мономахов, Александр Владимирович
- 02.04.1914 — 27.11.1915 — полковник Буш, Фердинанд Юльевич
- 27.11.1915 — после 16.05.1917 — полковник Лемпицкий, Сигизмунд Мечиславович

## Известные люди, служившие в полку
- Пётр Бирон
- Фет, Афанасий Афанасьевич